# Џеврински расед
Џеврински расед је планарна геолошка структура, дисконтинуитет стенске масе дуж којег је дошло до кретања блокова. 
На територији НП Ђердап пружа се меридијанским правцем од Џевринског камена, преко Слатине до Петровог Села. Ка југу иде даље преко Краку Урлатури, Рудина, ка Аликсару, Уровици и Јабуковцу, где се спаја са Уровичким раседом. Ка северу се наставља на територији Румуније, где прати карпатски лук и повија се ка североистоку. Процес раседања почео је после навлачења северинске и гетске навлаке преко јурско-кредног аутохтона. У првој фази кретање је било вертикално, са издизањем источног, подинског блока (нормалан расед). Услед овог кретања и ерозије која је наступила на издигнутом блоку откривени су кречњаци Џевринске греде. У другој фази кретање је било хоризинтално, те је расед постао транскуретни десни, коме се источни блок помера према југу. Оба типа кретања условила су карактеристичну тектонску оштећеност захваћених стенских маса.